# JNFN
JNFN staat in oorsprong voor “Jongerengroep van de Nederlandse Federatie van Naturistenverenigingen”. Het is de jongerenorganisatie van de Naturisten Federatie Nederland (NFN). Deze naturistische jongerenvereniging werd in 1963 gesticht en is bedoeld voor de leeftijdscategorie 15 tot 28 jaar. Het is de op een na oudste naturistenjeugdvereniging ter wereld. Alleen de in 1953 gestichte Duitse FKK-Jugend is ouder.
Na het veranderen van de naam in “Jeugd van de Nederlandse Federatie van Naturistenverenigingen” en later de “Jongeren van de Nederlandse Federatie van Naturistenverenigingen” gevolgd door “Jongeren van de Naturisten Federatie Nederland”, veranderde ze in 2018 wederom van naam en werd het de “Naturisten Federatie Nederland Jongeren” ofwel NFNJ. Zo evolueerde in 55 jaar tijd JNFN naar NFN-Jongeren (NFNJ). Sinds 2017 worden de jongerenvakanties niet meer georganiseerd vanuit NFN omdat de verzekering voor dit soort reizen alleen nog gedekt kunnen worden door officiële reisbureaus. Sinds 2017 organiseert Internatuur deze zomervakantie voor jongeren door samen te werken met jongeren. NFN is hoofdsponsor van deze vakanties.
Begin 2022 werd de NFNJ de “Jongeren Naturisten Vereniging Nederland” (JNVN).
Uit de JNFN ontstond de naturistenjeugdvereniging “Jonge Actieve Naturisten” (JAN).
Om de drie jaar wordt er van zomerkampeerplaats veranderd. Enkele campings die in de zomer tijdens de jaarlijkse vakantie werden bezocht:
- ? Arnaoutchot
- ? Euronat
- 2006-2007-2008 Terme d’Astor
- 2009-2010-2011 Le Clos Barrat
- 2012-2013-2014 Le Colombier
- 2015-2016-2017 l’Eglantière
- 2018-2019-2021 Le Colombier